# フランツ・ハンフシュテングル

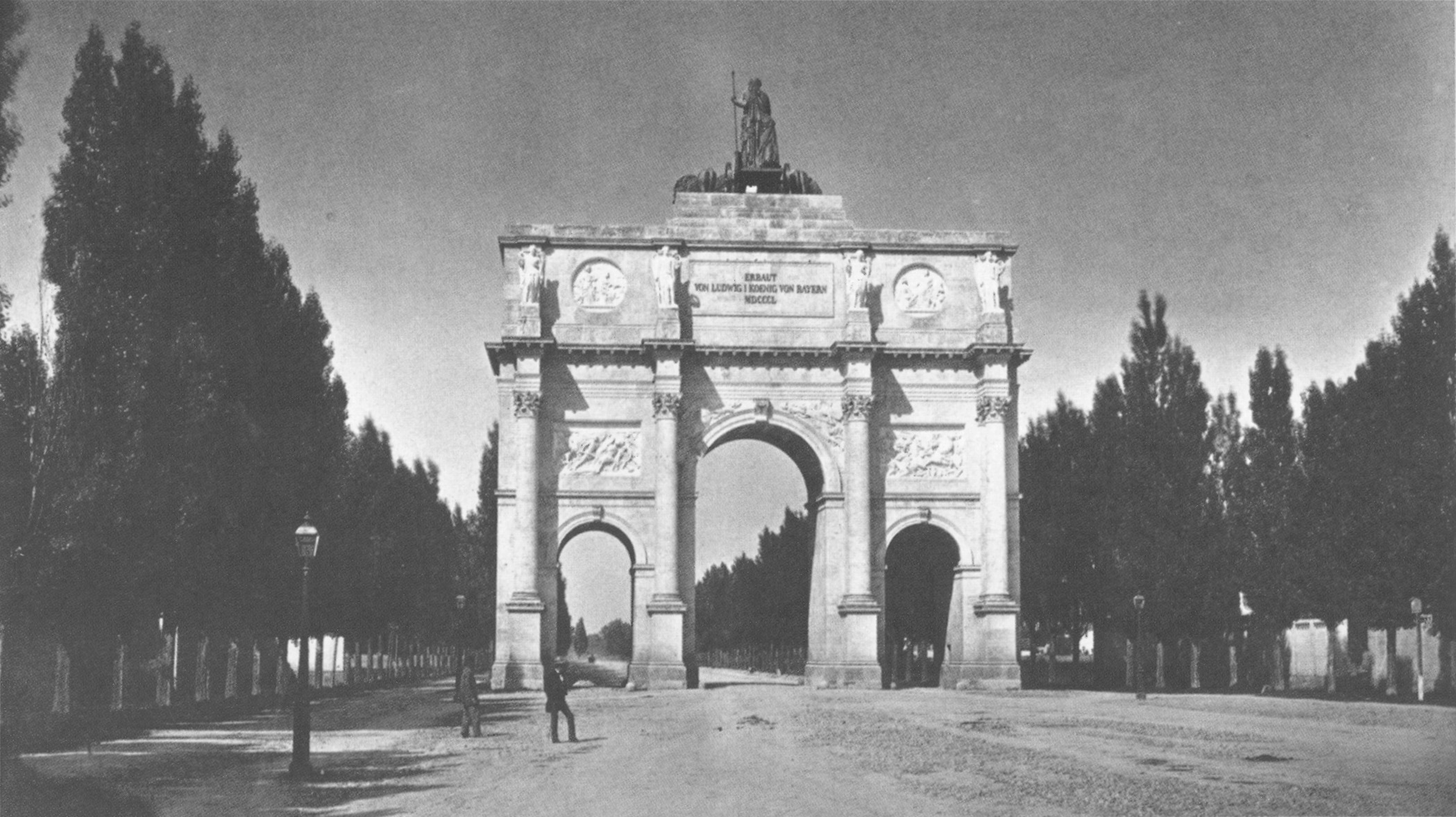
1854年にフランツ・ハンフシュテングルが撮影したミュンヘンの凱旋門

フランツ・ハンフシュテングル（Franz Seraph Hanfstaengl、1804年3月1日 - 1877年4月18日）は、ドイツの画家、版画家、写真家である。

## 略歴
現在のバイエルン州バート・テルツ＝ヴォルフラーツハウゼン郡のバイエルンライン(Baiernrain)という村で農業を営む旧家に生まれた。地元の学校の校長の推薦で、美術教師のヘルマン・ミッテラー（Hermann Mitterer: 1762-1829）が運営するミュンヘンの日曜絵画学校に入学した。版画の訓練を受け、リトグラフ技術の先駆者のアロイス・ゼネフェルダー（Alois Senefelder）と知り合った。1819年から1825年の間ミュンヘン美術院で学んだ。
1825年から1833年にかけて、バイエルンの重要人物の肖像版画集『Corpus Imaginum』を編纂した。「石版画の伯爵（Graf Litho）」の異名を与えられ、人気を得た。1833年、ミュンヘンにリトグラフ工房を設立し、1868年まで経営を続け、1853年からは印刷所も併設した。1835年から1852年にかけては、ドレスデンのアルテ・マイスター絵画館所蔵の名作絵画のリトグラフ複製、約200点を制作し、全集として出版した。
写真家アロイス・レヘラー（Alois Löcherer: 1815-1862）から写真技術を学んだ。1852年、義理の兄弟モーリッツ・エドゥアルト・ロッツェ（Moritz Eduard Lotze: 1809–1890）と共同で写真工房を開設し、後に宮廷写真家となり、バイエルン国王ルートヴィヒ2世のような著名な人物の肖像写真影した。
1855年のパリ万国博覧会で、リタッチした写真を出展し金メダルを受賞し、ネガフィルム修正の技術の先駆者とも考えられている。
ドレスデンの写真家のシュヴェンドラー兄弟（Gebrüder Schwendler）がハンフシュテングルが出版したアルテ・マイスター絵画館の複製版画を写真撮影して出版したことから、出版差し止めを求める長い裁判を行ったが敗訴した。
ミュンヘンで亡くなった。ハンフシュテングルが創立した出版社は息子たちに引き継がれ1980年まで存在した。孫のエルンスト・ハンフシュテングル（1887-1975）はナチ党海外新聞局長などを務めた後アメリカに亡命した人物である。

## 版画作品

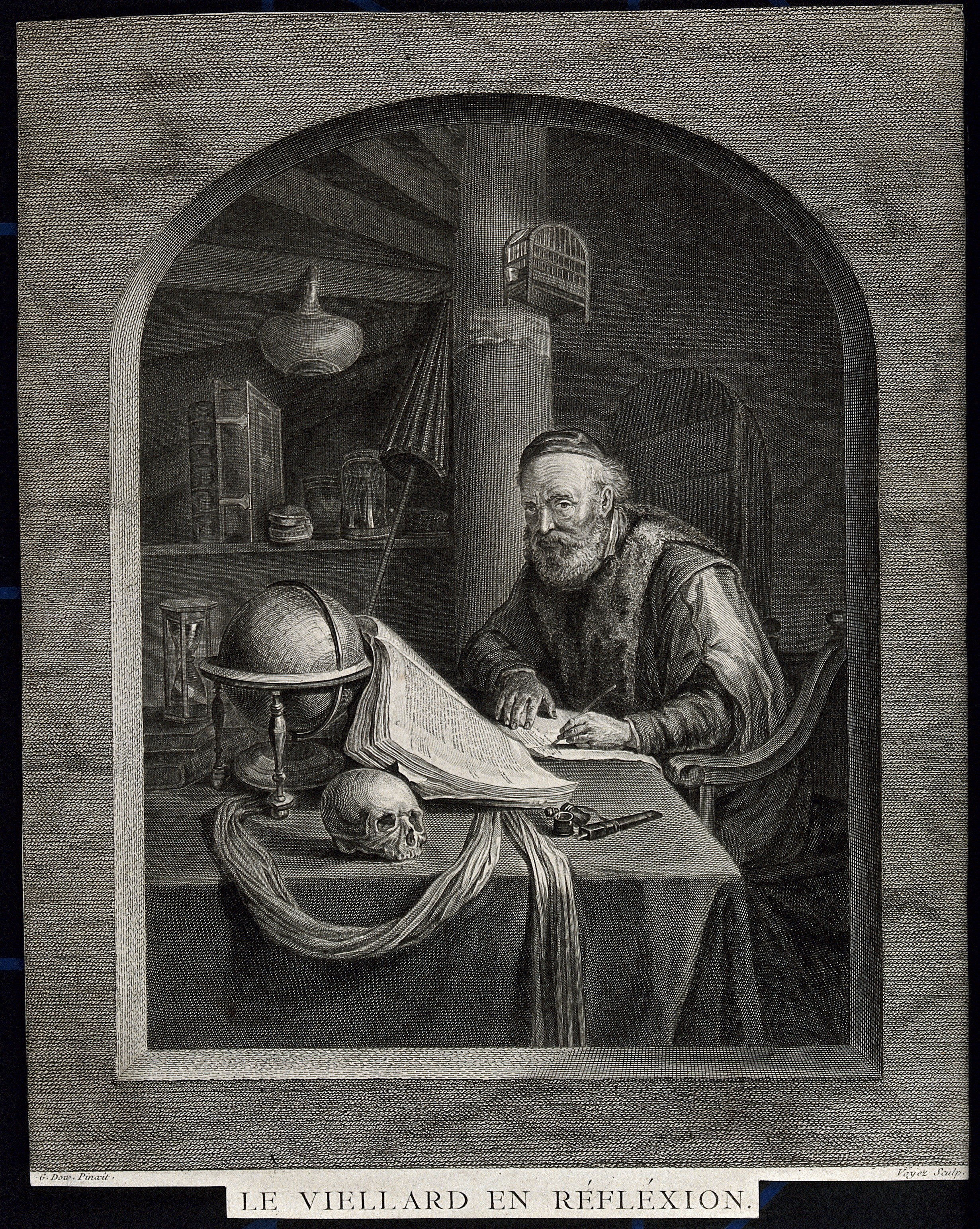
ヘラルト・ドウの絵画の複製版画
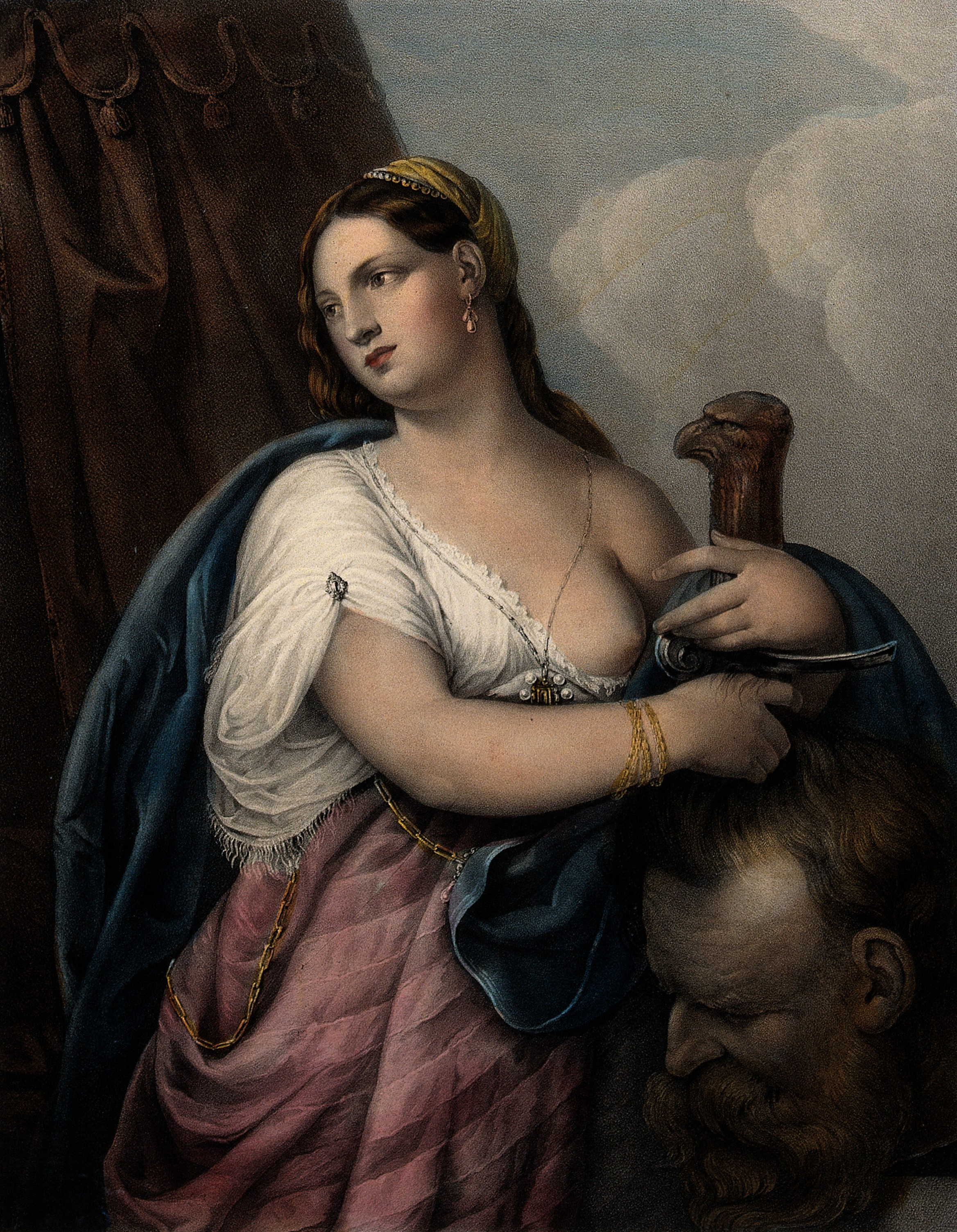
パドヴァニーノの絵画の複製版画
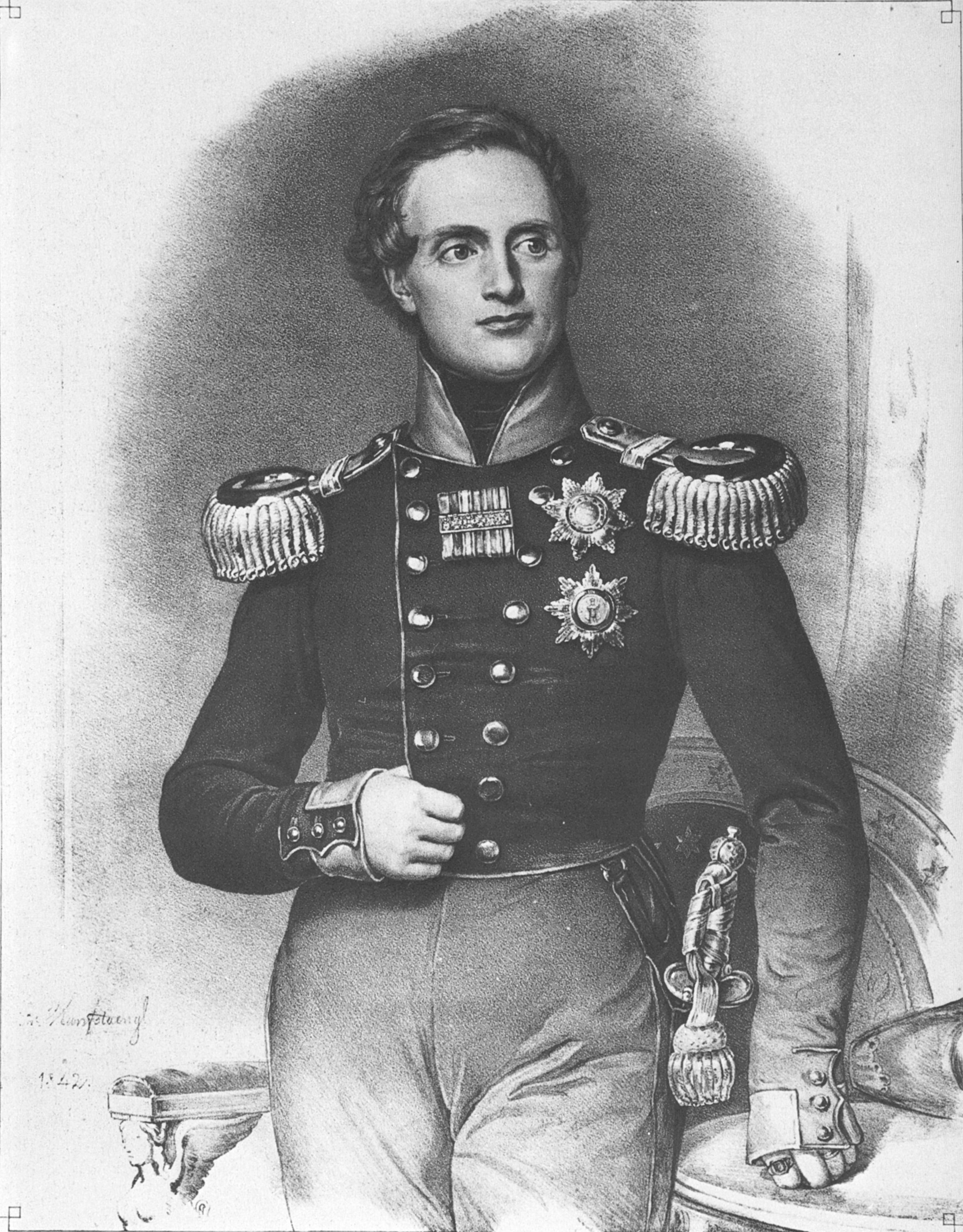
フリードリヒ・アウグスト2世 (ザクセン王)
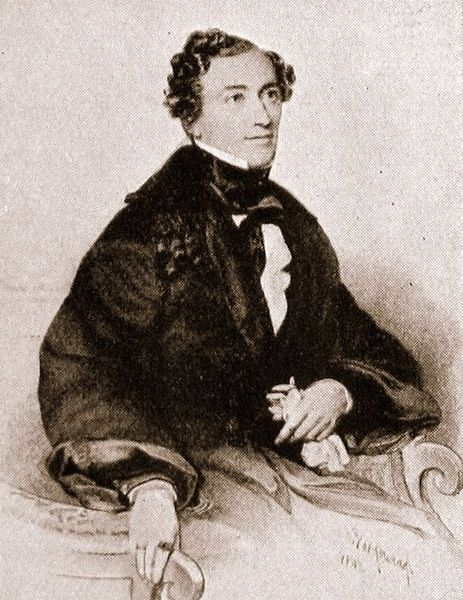
Joseph Tichatschek（オペラ歌手）

## 写真作品

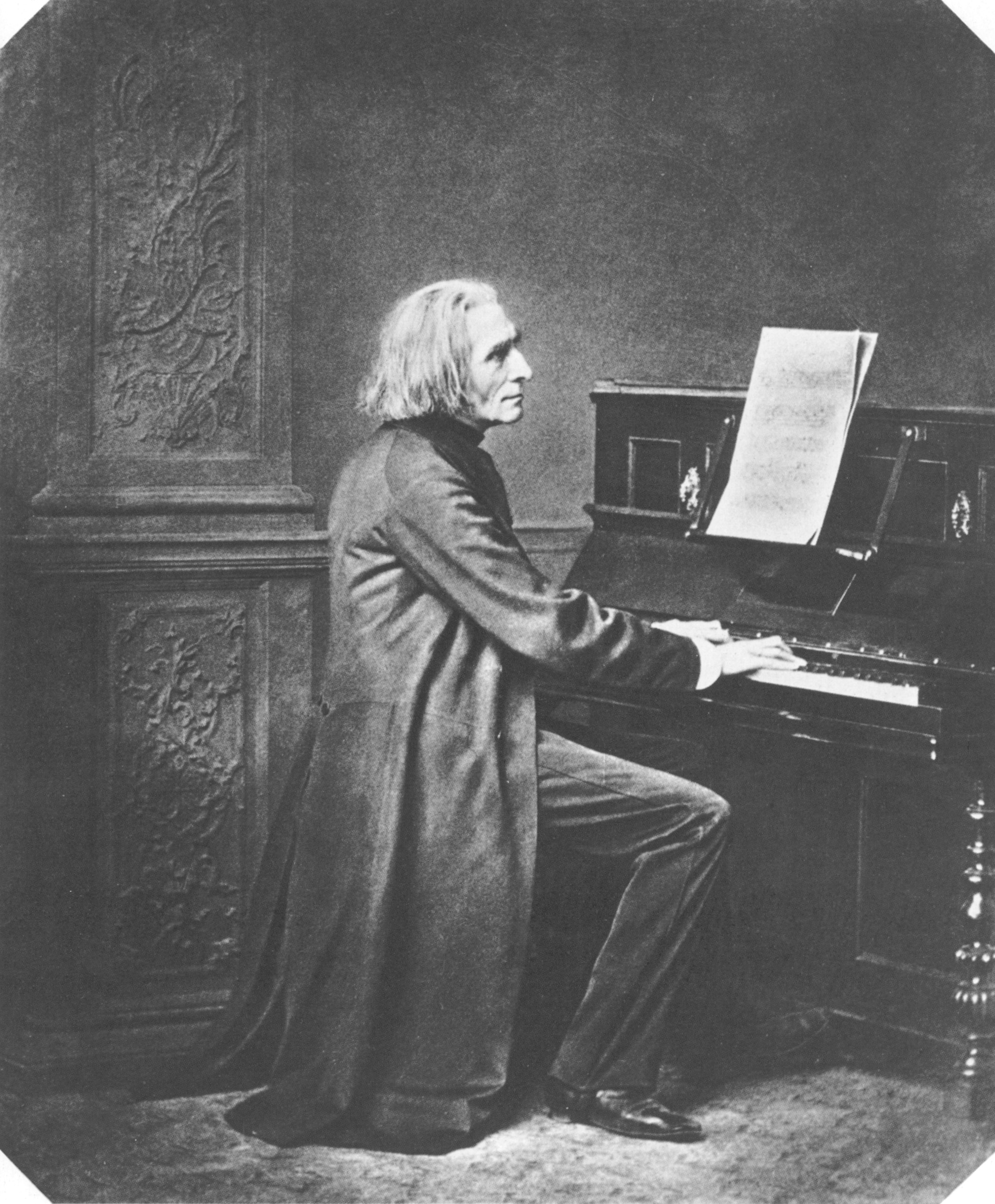
フランツ・リスト
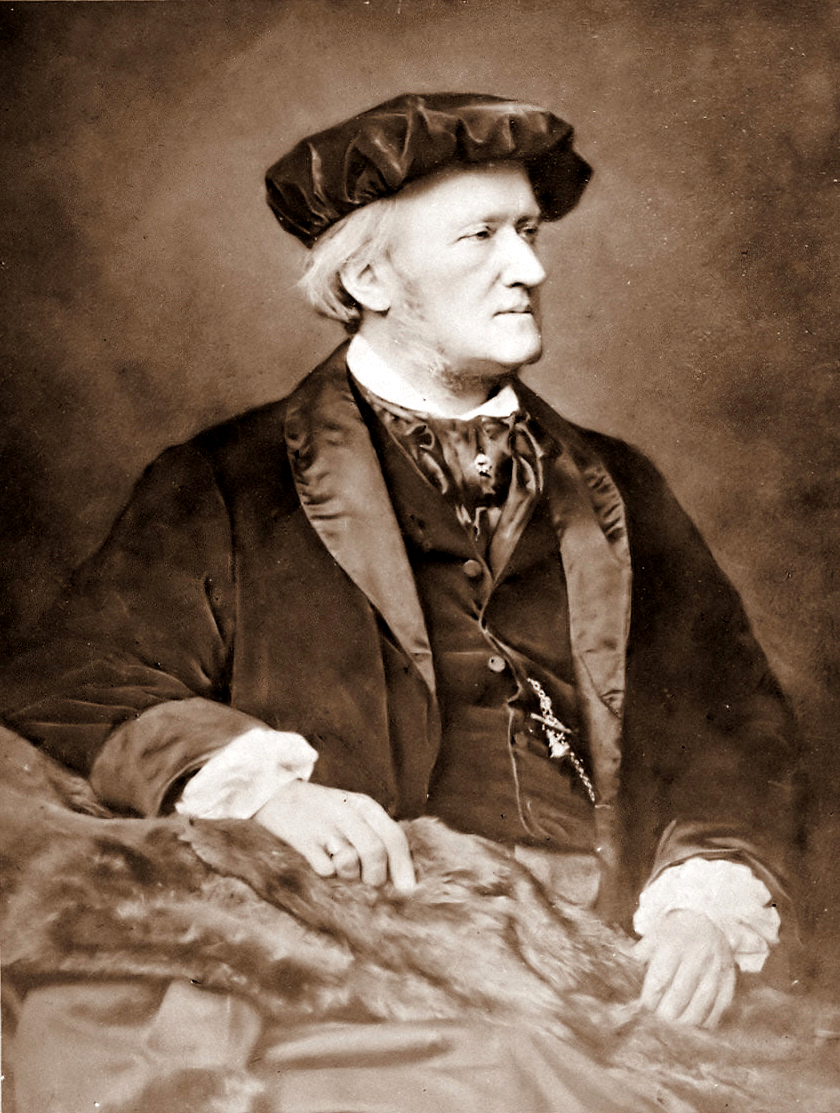
作曲家リヒャルト・ワーグナー
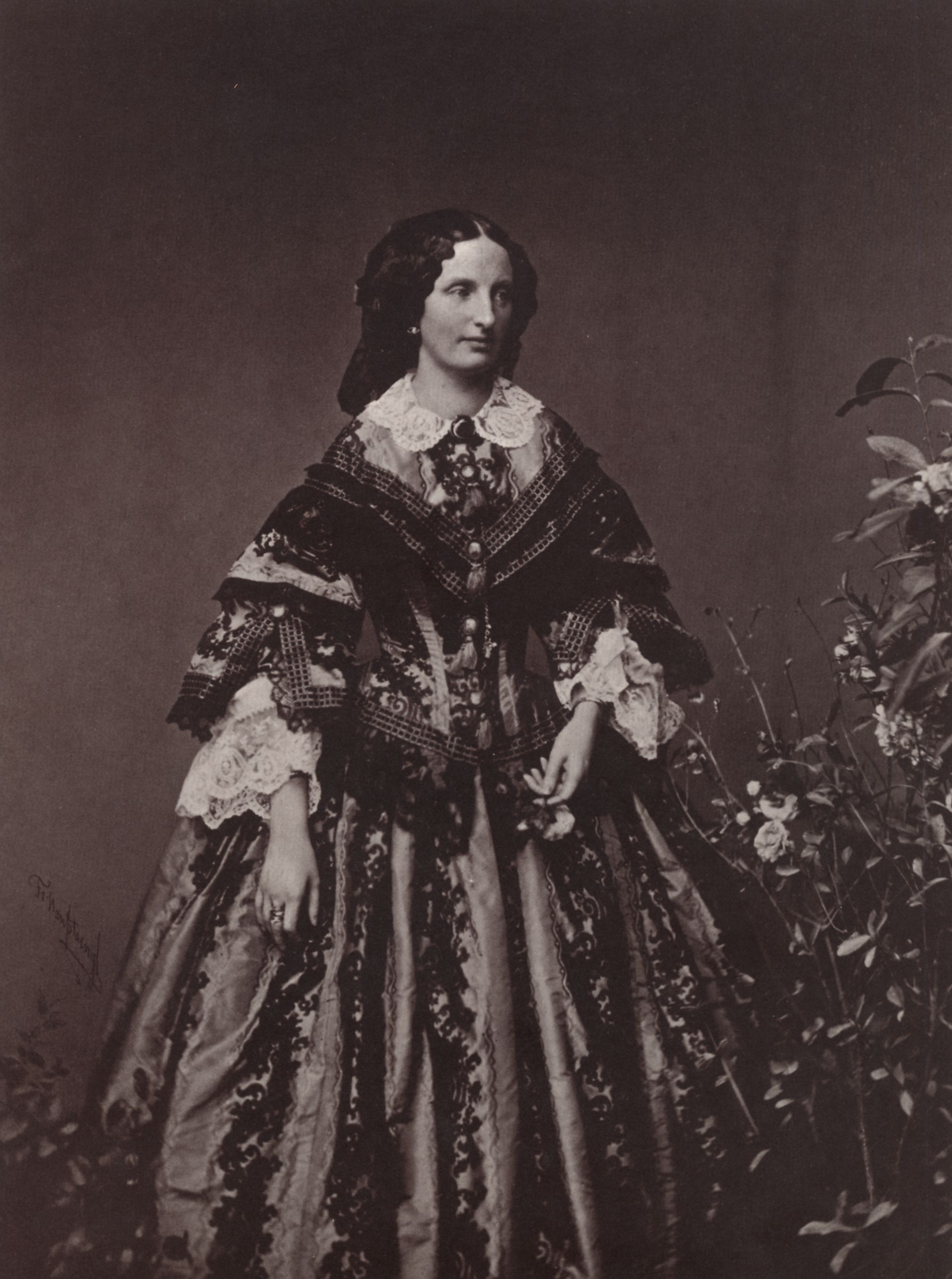
トスカーナ大公女アウグステ・フェルディナンデ
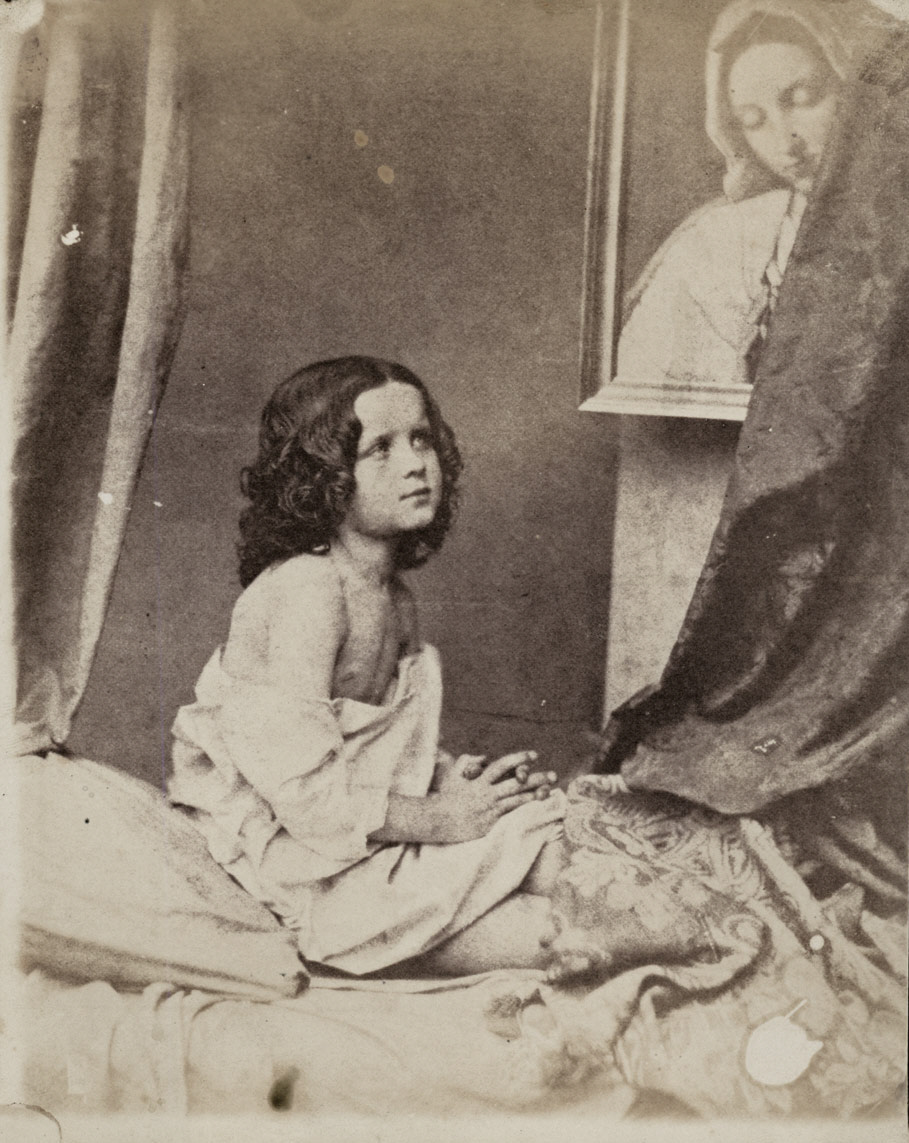
建築家レオ・フォン・クレンツェの孫娘